# Karl Abraham
Karl Abraham (3 de maig de 1877, Bremen - 25 de desembre de 1925, Berlín) fou un psicoanalista alemany, un dels primers deixebles de Sigmund Freud, amb qui va mantenir correspondència. En una ocasió Freud es va referir a ell com «el meu millor alumne».

## Biografia
Abraham, nascut en una pròspera família jueva de Bremen, va acabar els seus estudis de medicina en 1901 i va entrar en contacte amb el psicoanàlisi en Zúric, a través de Carl Gustav Jung. En 1906 es va casar amb Hedwig Bürgner, amb qui va tenir un fill i una filla; aquesta última va ser també psicoanalista i va escriure una biografia del seu pare, Karl Abraham, biografia inacabada.
En 1907 es va instal·lar a Berlín i va conèixer a Freud, que ho va incorporar al grup dels seus col·laboradors més estrets, els quals formaven el dit Comitè dels Set Anells (dit així perquè cadascun dels membres va rebre un anell de Freud com símbol de la seua confiança).
En 1908 va fundar la Societat Psicoanalítica de Berlín, que va presidir fins a la seua mort. La seua iniciativa ho va convertir en el primer psicoanalista alemany que va tenir un consultori psicoanalític privat.
En el congrés de Múnic de l'Associació Internacional Psicoanalítica de 1913, Abraham va dirigir l'oposició contra Jung, i va presidir la mateixa entre 1914 i 1918, així com en 1925.
Va ser analista de Melanie Klein entre 1924 i 1925, i va preparar també a altres psicoanalistes anglesos. En Alemanya, va actuar com mentor d'un influent grup d'analistes, com Karen Horney, Helene Deutsch i Franz Alexander.
Va morir el dia de Nadal de 1925, als quaranta-vuit anys, víctima d'una xacra de pulmó.

## Tarannà
Encara que va ser un dels deixebles més fidels de Freud, Abraham va expressar alguns dubtes sobre la idea de l'instint de mort. La seua tarannà optimista li va fer rebre amb interès l'oferta de Samuel Goldwyn, que en 1924 va voler realitzar una pel·lícula sobre el psicoanàlisi, amb Freud com assessor. Abraham va veure en aquesta oferta una ocasió extraordinària per a popularitzar el psicoanàlisi, però va xocar amb el rebuig indignat de Freud i altres col·legues.

## Aportacions
Com Jung, Géza Róheim i Otto Rank, Abraham va tractar d'utilitzar la teoria psicoanalítica per a explicar els mites, llegendes i tradicions populars. Al seu judici, el mite és un fragment de la vida psíquica infantil dels pobles, conté (en forma vetlada) els desitjos de la infància dels pobles.
Va col·laborar amb el seu mestre en l'estudi dels trastorns maníac-depressius, als quals Freud va dedicar el seu assaig Duel i malenconia (1917). Va revisar la teoria freudiana sobre les etapes de desenvolupament del xiquet (oral i anal), proposant dividir cadascuna d'elles en dues fases.
En la seua obra va abordar també altres temes, com l'oralitat, les psicosis, les neurosis de guerra i l'addicció a les drogues.